# Oedipoda canariensis
Oedipoda canariensis är en insektsart som beskrevs av Krauss 1892. Oedipoda canariensis ingår i släktet Oedipoda och familjen gräshoppor. IUCN kategoriserar arten globalt som livskraftig. Inga underarter finns listade i Catalogue of Life.